# Invisible Kid
Invisible Kid es la quinta canción del octavo álbum de estudio (St. Anger) de la banda de thrash metal Metallica. La canción habla acerca de un niño asocial, que le cuesta trabajo expresarse y vive apartado de todos, también habla de como se siente ese niño en su interior, es decir, como un niño invisible.
La canción cuenta con la afinación más grave de toda la discografía de Metallica. La guitarra de James Hetfield está afinada en Drop G#.

## Créditos
- James Hetfield: voz, guitarra
- Kirk Hammett: guitarra
- Bob Rock: bajo eléctrico (solo estudio)
- Lars Ulrich: batería, percusión

- Datos: Q56377251